# Никольское (Демянский район)
Никольское — село в Демянском районе Новгородской области России. Входит в состав Песоцкого сельского поселения.

## География
Село находится в южной части Новгородской области, в зоне хвойно-широколиственных лесов, на северо-западном берегу озера Вельё, при автодороге 49К-0321, на расстоянии примерно 31 километра (по прямой) к северо-востоку от Демянска, административного центра района. Абсолютная высота — 219 метров над уровнем моря.

### Климат
Климат района характеризуется как умеренно континентальный, с относительно коротким нежарким летом и продолжительной сравнительно мягкой зимой. Среднегодовая температура воздуха — 4,5 °C. Средняя многолетняя температура самого холодного месяца (января) составляет −9°С (абсолютный минимум — −50 °C), средняя температура самого тёплого (июля) — 17 °С (абсолютный максимум — 36 °С). Безморозный период длится около 120—130 дней. Среднегодовое количество осадков составляет 600—700 мм, из которых большая часть выпадает в тёплый период. Устойчивый снежный покров сохраняется в течение 130—140 дней.

### Часовой пояс
Село Никольское, как и вся Новгородская область, находится в часовой зоне МСК (московское время). Смещение применяемого времени относительно UTC составляет +3:00.

## Население
| 2010 |
| ---- |
| 101  |

### Национальный состав
Согласно результатам переписи 2002 года, в национальной структуре населения русские составляли 97 % из 133 чел.